# 教職員賠償責任保険
教職員賠償責任保険（きょうしょくいんばいしょうせきにんほけん）とは、日本国の教職員を対象に販売されている損害保険の商品である。ほぼ同様の内容のものに教職員賠償責任共済がある。

## 概要
1990年代以降、子供を学校に通わせている親の権利意識が強くなってきた結果、学校内でのトラブルが訴訟に発展することも珍しくなくなった。その際、賠償請求の対象が自治体や学校ではなく教職員個人になることもあった。例えば授業中に児童がふざけ合っていて負傷した際に、授業を担当していた教師が損害賠償を請求されたり、部活動中に事故が発生し、顧問を務めていた教師が損害賠償を請求されたりというケースである（いずれも東京海上日動の保険パンフレットに示された事例）。
こうした訴訟リスクに備える為に2000年頃から販売が始まったのが、教職員個人が業務に関して訴訟を起こされた際に訴訟費用や賠償金を給付する保険商品である。2007年7月12日付毎日新聞記事によると、東京都の公立校の教職員のうちこの種の保険に加入していた人間は、2000年度は1300人であったのに対し、2007年度は21800人と7年間で16倍以上の伸び率であったとのことである。
また読売新聞によると、この種の保険商品は2007年7月時点で損保大手6社のうち5社が販売しているという。